# Ossun
 Ossun  es una comuna y población de Francia, en la región de Mediodía-Pirineos, departamento de Altos Pirineos, en el distrito de Tarbes. Es la cabecera del cantón de su nombre, aunque Juillan la supera en población.
Está integrada en la Communauté de communes du Canton d'Ossun.

## Demografía
Su población en el censo de 1999 era de 2.171 habitantes.
| 1,717 | 1,777 | 1,851 | 1,896 | 1,837 | 1,757 | 2,083 | 2,171 |
| Para los censos de 1962 a 1999 la población legal corresponde a la población sin duplicidades (Fuente: INSEE [Consultar]) |       |       |       |       |       |       |       |